# Klingenthal Gruppe

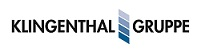
Historisches Logo Klingenthal

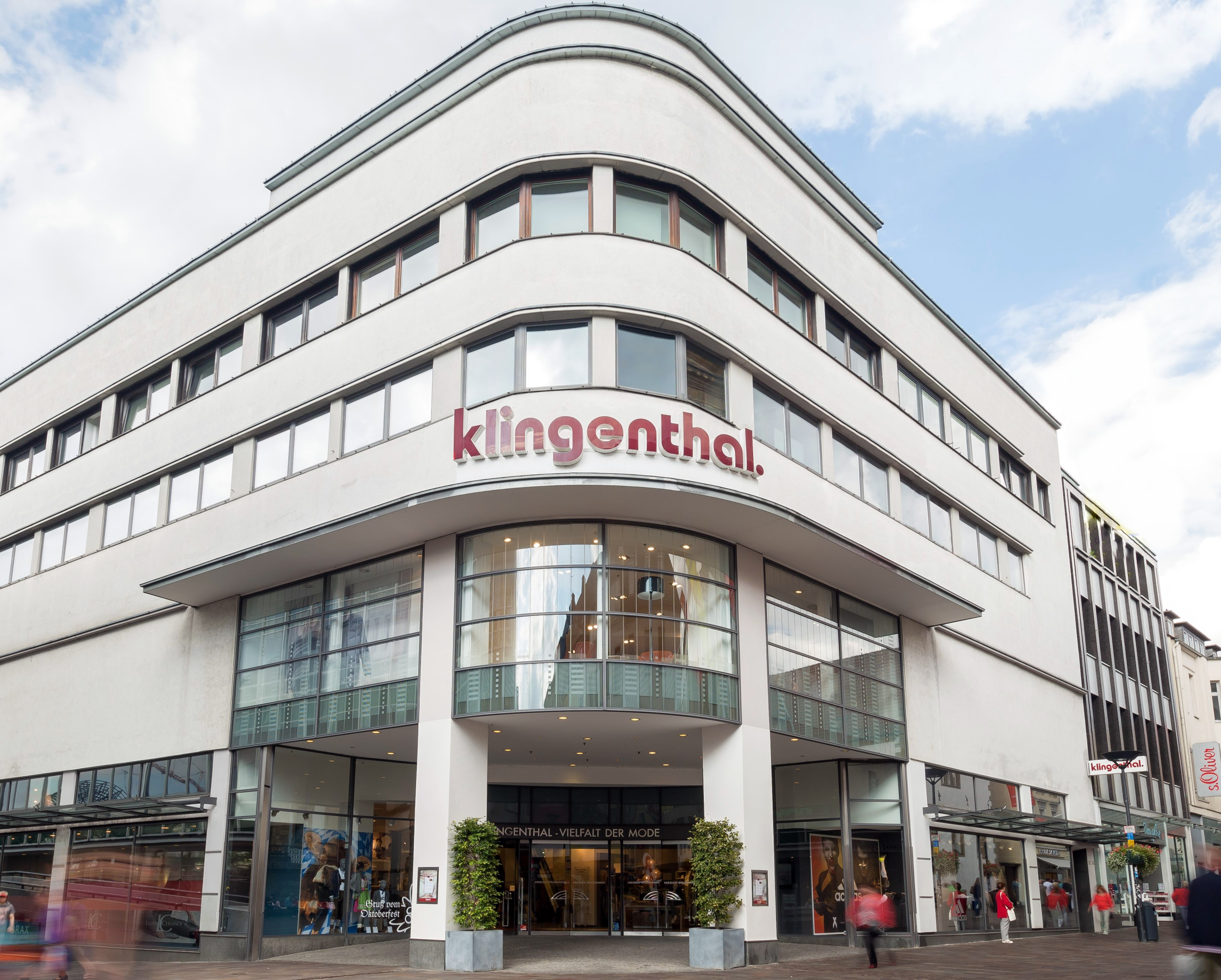
Modehaus Klingenthal in Paderborn

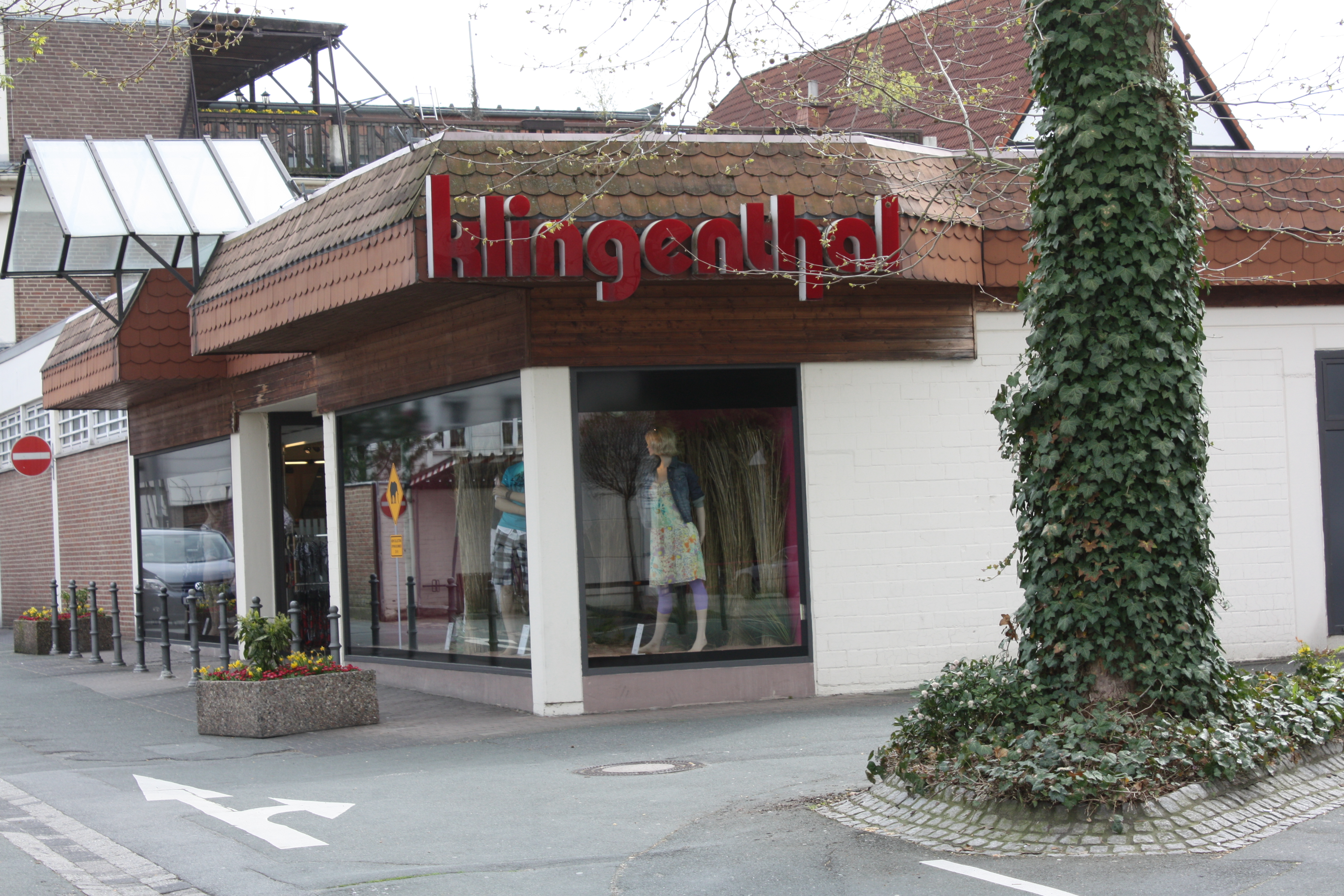
Modehaus Klingenthal in Salzkotten

Die Klingenthal Gruppe ist eine Unternehmensgruppe mit Sitz im ostwestfälischen Paderborn. Zu ihr gehören die Klingenthal Südring GmbH mit dem Südring Center in Paderborn, die F. Klingenthal GmbH mit vier Klingenthal-Textilhäusern in Salzkotten, Paderborn, Herford und Gütersloh (Unternehmenswerbung: „Vielfalt der Mode“), die Heder-Vermögens GmbH sowie die Westfälische Textilgesellschaft Klingenthal & Co mbH (WTG) in Salzkotten, die Stoffe für Industrie und Handel anbietet. Die Unternehmensgruppe befindet sich mittlerweile in fünfter Generation immer noch in Familienhand.

## Geschichte
Friedrich Klingenthal (1803–1869), Schönfärber und Blaudrucker, kommt 1833 von Bruchhausen bei Höxter nach Salzkotten. Sein Sohn Ferdinand Klingenthal (1846–1914), ebenfalls Schönfärber und Blaudrucker, begründet 1874 den Einzelhandel in Salzkotten.
1911 übernimmt mit Franz Klingenthal (1880–1955) die dritte Generation das Unternehmen. Dieser gründet 1914 die Firma „Klingenthal und Co“, die spätere „Westfälische Textilgesellschaft Klingenthal und Co“; 1928 eröffnet er das Kaufhaus in Paderborn sowie 1937 das in Herford. Der auch langjährig in der Kommunalpolitik aktive Franz Klingenthal erhält am 20. Oktober 1953 das Ehrenbürgerrecht der Stadt Salzkotten sowie am 3. Dezember desselben Jahres das Bundesverdienstkreuz am Bande.
Die vierte Generation bilden Ferdinand (1909–1992), Franz (1912–1945) und Felix Klingenthal (1919–2002). Da Franz Klingenthal, Geschäftsführer des Hauses Herford, zum Ende des Zweiten Weltkriegs als vermisst gemeldet wird, übernehmen Ferdinand und Felix in der Nachkriegszeit ab 1945 den Wiederaufbau. 1958 eröffnen sie den Neubau des Textilkaufhauses am heutigen Standort in Salzkotten. In ihre Verantwortung fällt auch die Weiterentwicklung der WTG und 1961 die Gründung der Minipreis-Läden. 1969 sind sie Mitbegründer des Südring Centers Paderborn.
Dem wie sein Vater Franz in der Kommunalpolitik aktiven Felix Klingenthal wird im Dezember 1974 das Bundesverdienstkreuz am Bande verliehen und er wird am 27. März 1995 Ehrenbürger der Stadt Salzkotten, nachdem er bereits am 10. Oktober 1980 den Ehrenring der Stadt Salzkotten erhalten hat. 1995 ist er der erste Nichtösterreicher, der mit dem Ehrentitel „Bürger von Seefeld“, der Partnergemeinde Salzkottens in Tirol, ausgezeichnet wird.
In der fünften Generation tragen Ferdinand (geb. 1951) und Friedrich Klingenthal (geb. 1953) die Verantwortung ihrer Vorfahren fort. 1989 eröffnen sie das Textilhaus in Gütersloh, das Südring Center in Paderborn wird modernisiert und erweitert, die Minipreis-Läden expandieren. 1994/1995 modernisieren und erweitern sie die Textilhäuser in Paderborn und Herford.
Zum 1. Juli 2013 gab Klingenthal die Minipreis-Läden an Bünting ab.
Beim „Shoppingcenter Performance Report 2016“ wurde das Südring Center bei einer Umfrage unter den Mietern zum erfolgreichsten deutschen Einkaufszentrum gewählt.